# O Demorado Adeus
O espetáculo O Demorado Adeus do norteamericano Tennessee Williams, teve seu texto original traduzido por Esther Mesquita e dirigido por José Renato, aluno da primeira turma da Escola de Arte Dramática (SP) e fundador e diretor do Teatro de Arena de São Paulo.

## Elenco Principal
- Eva Wilma
- John Herbert
- Lulu Rodrigues